# Naso (Sizilien)
Naso ist eine Stadt der Metropolitanstadt Messina in der Region Sizilien in Italien mit 3419 Einwohnern (Stand 31. Dezember 2023).

## Lage und Daten
Naso liegt 113 km südwestlich von Messina und 15 km südöstlich von Capo d’Orlando. Die Einwohner arbeiten hauptsächlich in der Landwirtschaft und in kleinen Betrieben der weiterverarbeiten Industrie. 
Die Nachbargemeinden sind: Brolo, Capo d’Orlando, Castell’Umberto, Ficarra, Mirto, San Salvatore di Fitalia und Sinagra.

## Geschichte
Der Ort entstand im Mittelalter und gelangte später an die Grafen von Ventimiglia.

## Sehenswürdigkeiten
- Kirche San Salvatore, eine Barockkirche mit Heiligenfiguren aus dem 15. Jahrhundert
- Pfarrkirche
- Kirche Santa Maria del Gesu, erbaut im 15. Jahrhundert